# Graniczne (przełęcz)
Graniczne, Przełęcz Graniczne (słow. Vreščovské sedlo, 755 m) – przełęcz położona w głównym grzbiecie Grupy Wielkiej Raczy w Beskidzie Żywiecko-Kisuckim. Przebiega przez nią granica polsko-słowacka i Wielki Europejski Dział Wodny. Przełęcz znajduje się pomiędzy Skalanką (867 m) i Beskidem Wrzeszczowskim (875 m), zwanym także Beskidem Granicznym.
Z przełęczy widoczne są szczyty Skalanka, Mały Rachowiec, Rachowiec, Oźna oraz Beskid Wrzeszczowski. W kierunku południowo-zachodnim (na słowacką stronę) od przełęczy Graniczne odchodzi grzbiet z wierzchołkami Oselné i Firkova Kýčera, oddzielający potoki Vreščovka i Canecký potok. Wschodnie (polskie) stoki przełęczy opadają do doliny potoku Słanica. Przełęcz Graniczna jest najwyższą z przełęczy na terenie Zwardonia.
Polskie stoki przełęczy Graniczne znajdują się w granicach miejscowości Zwardoń w województwie śląskim, w powiecie żywieckim, w gminie Rajcza. W regionalizacji fizycznogeograficznej Polski według Jerzego Kondrackiego Grupa Wielkiej Raczy zaliczana jest do Beskidu Żywieckiego, w nowszej polskiej regionalizacji z 2018 roku do Beskidu Żywiecko-Kisuckiego, na Słowacji do Beskidu Kisuckiego.

## Historia
W przeszłości przez przełęcz Graniczne, podobnie jak przez przełęcz Przysłop, prowadził szlak handlowy z Polski na Węgry (tzw. „hawiarski”), którym m.in. transportowano sól na Węgry, a rudę żelaza do Polski. Pierwotnie właśnie tędy miała jeździć Galicyjska Kolej Transwersalna z Żywca do Czadcy, nim ostatecznie zdecydowano się ją poprowadzić u podnóża Rachowca przez Zwardoń i Przełęcz Zwardońską. Na przełęczy znajdowało się polsko-słowackie przejście turystyczne.

## Szlaki turystyczne
Zwardoń – Skalanka – Kikula – Magura – Wielki Przysłop – Wielka Racza. 4:45 godz, z powrotem 4:15 godz.
 Starý Košiar – Przełęcz Graniczne. 1:05 h, ↓ 55 min